# Olivia Goldsmith
Olivia Goldsmith (* 1. Januar 1949 in Dumont (New Jersey) als Randy Goldfield; † 15. Januar 2004 in Manhattan) war eine US-amerikanische Schriftstellerin.

## Leben
Die Schriftstellerin wurde in Dumont, New Jersey als Randy Goldfield geboren und graduierte an der Universität von New York. Sie arbeitete zunächst als Unternehmensberaterin und war eine der ersten weiblichen Partner der Firma Booz Allen Hamilton, bevor sie ihre Schriftstellerkarriere startete.
Olivia Goldsmith starb am 15. Januar 2004 im Lenox Hill Hospital im Alter von 55 Jahren in Manhattan an den Folgen einer Schönheitsoperation. Bei der Anästhesie, die für die Operation erforderlich war, erlitt sie einen Herzanfall. Schon am 7. Januar war sie in ein Koma gefallen, aus dem sie nicht mehr erwachte und verstarb.

## Schriftsteller-Karriere
Olivia Goldsmith, die im Verlauf ihrer Karriere auch unter den Pseudonymen Justine Goldfield und Justine Rendal veröffentlichte, gehörte zu den weltweit erfolgreichsten Autorinnen witzig-ironischer Frauenunterhaltung. Im Juni 1989 stand sie nach der Scheidung von ihrem Ehemann vor dem Nichts und schrieb sich ihre Wut von der Seele; ihre damalige Freundin Cynthia Maurizio überarbeitete das 100-seitige Manuskript und erweiterte es mit zwei Kapiteln um weitere 250 Seiten. Es folgte daraus der Roman First Wives' Club (dt. „Der Club der Teufelinnen“). Er wurde ein Bestseller und mehr als fünf Millionen Mal verkauft. Ab 1991 entwickelte sich ein durch mehrere Instanzen geführter komplizierter Rechtsstreit um die Urheberrechte dieser Co-Autorenschaft, der erst im November 2000 zu Ungunsten Maurizios beendet wurde.
1996 wurde der Roman für die Kinos unter dem gleichnamigen Titel mit Goldie Hawn, Diane Keaton und Bette Midler verfilmt. Mit ihrem Roman „Die Rachegöttinnen“ konnte Olivia Goldsmith an den Erfolg anknüpfen. Für diesen Roman hat der Regisseur Ivan Reitman („Ghostbusters – Die Geisterjäger“) die Filmrechte erworben.

## Bibliographie (Auswahl)
- Der Club der Teufelinnen
- Der Club der Gaunerinnen
- Der Billy-Effekt
- Tolle Männer
- Stil mit Gefühl. Kleider, die zur Seele passen
- Der Bestseller
- Die schönen Hyänen
- Die Rache der Frauen
- Typisch Mann

## Verfilmungen
- 1996: Der Club der Teufelinnen